# By-pass
By-pass er et kirurgisk indgreb. Det bygger en "bro" over en blodåre som kranspulsåren, der er blokeret af en blodprop. 